# Canadian Open (теніс) 1990
Canadian Open 1990 — тенісний турнір, що проходив на відкритих кортах з твердим покриттям. Це був 101-й турнір Canada Masters. Належав до турнірів Championship Series, Single-Week в рамках Туру ATP 1990 і турнірів Tier I в рамках Туру WTA 1990. Чоловічі змагання відбулись на du Maurier Stadium у Монреалі (Канада) з 23 до 30 липня 1990 року, жіночі - в National Tennis Centre у Торонто (Канада) з 30 липня до 6 серпня 1990 року.

## Фінальна частина

### Одиночний розряд, чоловіки
Майкл Чанг —  Джей Бергер 4–6, 6–3, 7–6
- Для Чанга це був єдиний титул за сезон і 4-й - за кар'єру.

### Одиночний розряд, жінки
Штеффі Граф —  Катарина Малеєва 6–1, 6–7, 6–3
- Для Граф це був 5-й титул за сезон і 58-й — за кар'єру.

### Парний розряд, чоловіки
Пол Еннекон /  Девід Вітон —  Бродерік Дайк /  Петер Лундгрен 6–1, 7–6
- Для Еннекона це був єдиний титул за сезон і 15-й - за кар'єру. Для Вітона це був 2-й титул за сезон і 2-й - за кар'єру.

### Парний розряд, жінки
Бетсі Нагелсен /  Габріела Сабатіні —  Гелен Келесі /  Раффаелла Реджі 3–6, 6–2, 6–2
- Для Нагелсен це був єдиний титул за сезон і 22-й - за кар'єру. Для Сабатіні це був 2-й титул за сезон і 24-й — за кар'єру.